# 7867 Буріан
7867 Буріан (7867 Burian) — астероїд головного поясу, відкритий 20 вересня 1984 року.
Тіссеранів параметр щодо Юпітера — 3,627.